# Newtown, New South Wales
Newtown är en förort till Sydney i New South Wales i Australien. Förorten ingår i kommunen City of Sydney. Antalet invånare 2011 var 13 552. Före järnvägens ankomst 1855 var trakten glest befolkad.
Newtown betjänas av järnvägsstationen Newtown Railway Station och flera busslinjer.
Runt Newtown är det i huvudsak tätbebyggt. Genomsnittlig årsnederbörd är 1 380 millimeter. Den regnigaste månaden är februari, med i genomsnitt 200 mm nederbörd, och den torraste är juli, med 36 mm nederbörd.